# Zenepavilon (Dorog)
A dorogi Zenepavilon 1924-ben, Gáthy Zoltán tervei alapján épült. A kör alaprajzú, toronnyal ellátott faépület a sporttelep területén kapott helyet, és a sportrendezvények előtt a helyi bányász zenekar innen szolgáltatta a zenét a közönség számára. Jelenleg új formájában, a sportmúzeum mellett található.